# Жиро, Матеуш
Матеуш Жиро (пол. Mateusz Żyro; 28 октября 1998 года, Варшава, Польша) — польский футболист, защитник клуба «Видзев».

## Карьера
Жиро является уроженцем Варшавы и воспитанником Легии, в которой играет всю карьеру. В 2018 году окончил её академию и отправился на конец сезона играть в клуб низшей лиги «Вигры». Дебютировал в профессиональном футболе 3 марта 2018 года в поединке против «Гурника». Всего провёл за «Вигры» полные 15 встреч.
Перед сезоном 2018/2019 вернулся в «Легию». 21 июля 2018 года дебютировал в польском чемпионате в поединке против «Заглембе».
Являлся игроком юношеских сборных Польши по футболу.

## Личная жизнь
Старший брат Матеуша Михал также профессиональный футболист.

## Достижения
«Сталь (Мелец)»
- Чемпион Первой лиги: 2019/20